# Jan Kralj
Jan Kralj, slovenski deskar na snegu, * 3. marec 1995, Ljubljana.
Kralj je leta 2011 na svetovnem prvenstvu v snežnem žlebu osvojil 45. mesto, leta 2013 pa je bil 26. Za Slovenijo je nastopil na Zimskih olimpijskih igrah 2014 v Sočiju, kjer je nastopil v snežnem žlebu in na koncu osvojil 15. mesto.